# Kenneth (voornaam)
Kenneth is een Engelstalige jongensnaam. De naam is afkomstig van de Pictische naam Ciniod of de Goidelische naam Cináed, en betekent "vuurhoofd" of "geboren uit vuur." 
De naam Kenneth wordt vaak afgekort tot Kenny of Ken. In Ierland en Schotland wordt het soms geschreven als Kenna.
Voor een lijst van personen met deze voornaam, zie de uitklapbare box hieronder.